# Jenny Alpha
Jenny Alpha (Fort-de-France, 22 aprile 1910 – Parigi, 8 settembre 2010) è stata un'attrice e cantante francese originaria della Martinica.

## Biografia
Nata nella Martinica, il padre lavorava nelle dogane e aveva già avuto quattro figli da un precedente matrimonio, mentre la madre lavorava alle poste e le diede cinque fratelli, quindi nel 1929 lasciò l'isola delle Antille francesi per trasferirsi a Parigi per svolgere gli studi magistrali di storia e geografia alla Sorbona ma poco dopo il suo arrivo nella capitale si interessò al teatro.
Inizia a cantare nei music-hall e incontra anche Duke Ellington e Joséphine Baker.
Durante il periodo dell'occupazione tedesca della Francia, lei e suo marito, il poeta Noël Villard, nascondono una famiglia di religione ebraica, nella loro casa di Nizza (all'epoca non ancora occupata dai tedeschi) dove conduceva un programma dedicato alle Antille francesi, ma quando nel 1942 il marito morì di laringite e venne respinta anche dai genitori di suoi marito si spostò a Tourrettes-sur-Loup vicino Vence dove lavorò presso dei ristoratori come ragazza alla pari e rientro nella capitale dopo la Liberazione alla fine di agosto del 1944.
Jenny Alpha durante il dopoguerra si occupò anche del riconoscimento della cultura creola nel movimento della negritudine.
Nel 1942 il pittore Francis Picabia le dipinse un ritratto e nel 1947 il pittore e incisore Paul Lemagny la usò come modello per un francobollo dedicato alla Martinica.

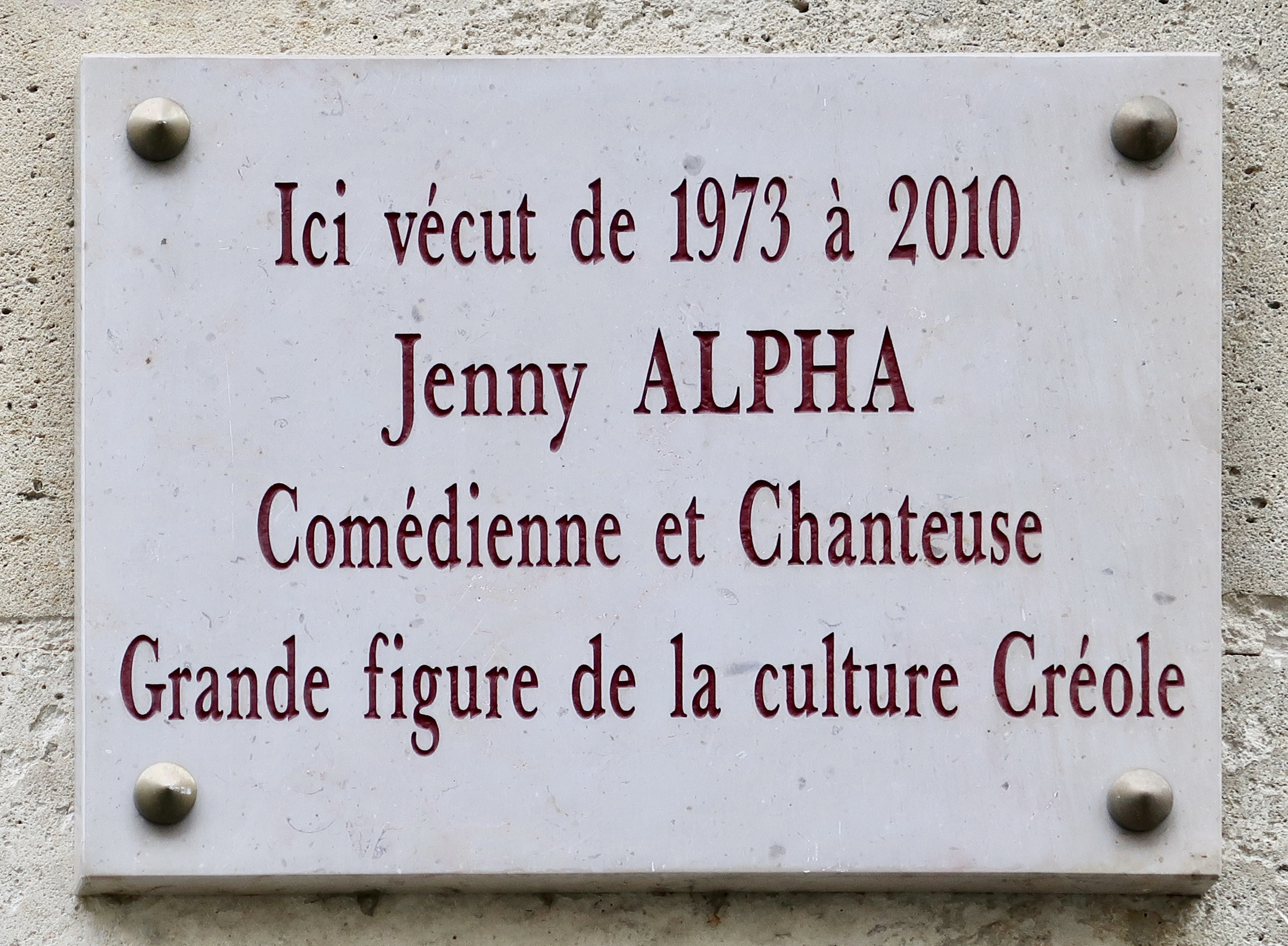
Targa commemorativa apposta sull'abitazione della cantante

Nel 1956 in occasione del primo congresso degli scrittori neri che si tenne a Parigi incontrò Aimé Césaire, Léopold Sédar Senghor, Richard Wright e Langston Hugues.
All'età di 53 anni nel 1963 intraprese la carriera da attrice prima televisiva e poi sul grande schermo quasi sempre per produzioni francesi che continuò assieme alla sua carriera di attrice attrice teatrale e di cantante, decise quindi di chiudere la sua lunghissima carriera nel 2008 a ben 98 anni quando incise un cd prima di ritirarsi, La sérénade du muguet.
Morì a Parigi nel 2010 a cent'anni d'età ed è stata sepolta nel Cimitero parigino di Saint-Ouen.
Il 15 giugno 2013 è stata inaugurata una piazza in suo onore nel XV arrondissement di Parigi vicino al Parc André-Citroën dalla vice sindaca della città Anne Hidalgo e dal sindaco dell'arrondissement Philippe Goujon. Inoltre è stata apposta una targa commemorativa sulla sua casa di rue de l'Abbé Groult, nello stesso arrondissement, dove visse dal 1971: "Jenny Alpha, comédienne et chanteuse, grande figure de la culture créole".

## Filmografia

### Attrice

#### Cinema
- En l'autre bord, regia di Jérôme Kanapa (1978)
- Le fils puni, regia di Philippe Collin (1980)
- Réveillon chez Bob, regia di Denys Granier-Deferre (1984)
- Folie ordinaire d'une fille de Cham, regia di Jean Rouch e Sylvie Laporte (1986)
- La vieille quimboiseuse et le majordome, regia di Julius Amédé Laou (1987)
- Karukera au bout de la nuit, regia di Constant Gros-Dubois (1988)
- Le secret de Sarah Tombelaine, regia di Daniel Lacambre (1991)
- L'absence, regia di Peter Handke (1992)
- Noir comme le souvenir, regia di Jean-Pierre Mocky (1995)
- Le Bleu des villes, regia di Stéphane Brizé (1999)
- Monsieur Étienne, regia di Yann Chayia (2005)
- Lumières noires, regia di Bob Swaim (2006)
- Télumée miracle, regia di Chantal Picault (2006)
- Un siècle de Jenny, regia di Laurent Champonnois e Federico Nicotra (2008)

#### Televisione
- La Case de l'oncle Tom episodio della trasmissione Le Théâtre de la jeunesse, regia di Claude Santelli (1963)
- Le journal de Getuglio, miniserie TV (1976)
- Les petits d'une autre planète episodio della serie TV Les cinq dernières minutes (1976)
- Bolivar et le congrès de Panama, film TV, regia di Eduardo Manet (1979)
- J'ai comme une musique dans la tête episodio della serie TV Péchés originaux (1984)
- La montagna dei diamanti (La montagne de diamants) (1991)
- Madame Celat va bien (2002)
- Ce soir (ou jamais!) - 1 episodio (2008)

## Discografia

### 78 giri
- 1953 - Cabresse au pays / Dé mots quate paroles  (Pathé, PA 2942; con l'Orchestre Sylvio Siobud)
- 1953 - Kalicatac / Sérénade du Muguet (Pathé, PA 2943; con l'Orchestre Sylvio Siobud)
- 1953 - Collet Monté / Douvant Pote Doudou (Pathé, PA 2944; con l'Orchestre Sylvio Siobud)

### CD
- 2008 - La sérénade du muguet con David Fackeure

## Autobiografia
- Paris Créole Blues di Jenny Alpha con Natalie Levisalles, Éditions du Toucan, 2011